# 1940 en science-fiction
| Années de la science-fiction : 1937 - 1938 - 1939 - 1940 - 1941 - 1942 - 1943    |
| Décennies de la science-fiction : 1910 - 1920 - 1930 - 1940 - 1950 - 1960 - 1970 |

L'année 1940 a été marquée, en matière de science-fiction, par les événements suivants.

## Naissances et décès

### Naissances
- 2 février : Thomas M. Disch, écrivain américain, mort en 2008.
- 10 mars : Daniel Walther, écrivain français, mort en 2018.
- 14 août : Alexei Panshin, écrivain américain, mort en 2022.
- 12 septembre : John Clute, écrivain et critique littéraire américain.

## Prix
La plupart des prix littéraires de science-fiction actuellement connus n'existaient alors pas.

## Parutions littéraires

### Romans
- Capitaine Futur à la rescousse par Edmond Hamilton
- Le Défi par Edmond Hamilton
- L'Empereur de l'espace par Edmond Hamilton

### Nouvelles
- Des sang-mêlé sur Vénus par Isaac Asimov.
- Les routes doivent rouler par Robert A. Heinlein.
- Il arrive que ça saute par Robert A. Heinlein.
- Que la lumière soit par Robert A. Heinlein.

## Sorties audiovisuelles

### Films
- Docteur Cyclope par Ernest B. Schoedsack.
- La Femme invisible par A. Edward Sutherland.
- Murder in the Air par Lewis Seiler.
- Le Singe tueur par William Nigh.
- Weltraumschiff I startet par Anton Kutter.